# سوفی تاکر
سوفی تاکر (انگلیسی: Sophie Tucker; ۱۳ ژانویهٔ ۱۸۸۷ – ۹ فوریهٔ ۱۹۶۶) یک هنرپیشه تئاتر و سینما، کمدین و خواننده اهل ایالات متحده آمریکا و اوکراینی‌الاصل بود.
وی بین سال‌های ۱۹۰۳ تا ۱۹۶۵ میلادی فعالیت می‌کرد.